# Переміщення сербської промисловості в західні югославські республіки
Перенесення сербської промисловості в західні югославські республіки — стратегія уряду Федеративної Народної Республіки Югославії в добу Інформбюро (1948—52) і невдовзі після неї, спрямована на масове переміщення промислових потужностей, машин, технологій та переведення фахівців із тодішньої Сербії в західні республіки Югославії (насамперед у тогочасну Хорватію та тодішню Словенію). У деяких випадках було переміщено лише частину промислових об'єктів, тоді як в інших — цілі заводи були розібрані та вивезені із Сербії. Оскільки на той час частка високоосвічених людей була дуже низькою, переселення спеціалістів із Сербії мало значні негативні наслідки для її майбутнього розвитку.
Як офіційне пояснення цього кроку югославське комуністичне керівництво, підтримане словенськими та хорватськими комуністами, називало очікуване вторгнення Радянського Союзу, викликане розколом між Тіто і Сталіним. Лише сербські та чорногорські комуністи виступили проти цієї затії. Водночас словенська й хорватська сторони твердили, що значно вищий рівень середньої успішності та освіти їхніх республік серед міського населення Словенії та Хорватії на той час зробив би легшим, ніж у Сербії, пошук додаткових кваліфікованих робітників чи то заміни за необхідності наявних сербських кадрів.
Згідно зі звітом Центрального розвідувального управління, Йосип Броз Тіто підтримав словенських і хорватських комуністів. За даними, оприлюдненими в сучасних ЗМІ, кількість заводів, перенесених із Сербії в західні югославські республіки, коливається від 70 до 76. Місцем призначення переміщеної сербської промисловості стали переважно республіки Хорватія та Словенія, меншою мірою Боснія і Герцеговина та Чорногорія, а деяка частина промисловості опинилася в Албанії.
Переміщена промисловість включала літакобудування та важке автомобілебудування.
Оскільки багато нових пунктів призначення сербської промисловості були набагато ближче до територій під радянським контролем, ніж їхні початкові місця в Сербії (приміром, Марибор у Словенії або Вараждин у Хорватії), багато дослідників доходять висновку, що справжньою причиною переміщення сербської промисловості з Сербії був не страх перед радянським вторгненням, а намір комуністів покарати сербських націоналістів за їхню риторику та прагнення реформувати Югославію як великосербську державу.

## Історичне тло
Після Другої світової війни комуністи, прийшовши до влади в Сербії, перенесли чимало виробничих потужностей із Сербії в інші частини Югославії, офіційно пояснюючи такі дії ухваленою резолюцією Інформбюро. Прибічниками Інформбюро були переважно чорногорці та серби з Боснії та самої Сербії, а також поодинокі хорвати й словенці.
Проте певні джерела доводять, що справжнім завданням перенесення промисловості було не вберегти заводи від їх захоплення радянськими ворогами, а покарати Сербію за «великосербський націоналізм», завдаючи їй значної економічної шкоди.
Давні переконання комуністів про привілейоване становище Сербії в Королівстві Югославії призвели до того, що в їхніх планах у Сербії (вкупі зі Словенією) передбачався найповільніший промисловий ріст і розвиток. Хоча з інших республік у Сербію теж перемістили окремі заводи й навіть промислові галузі, статистика засвідчила, що з Сербії перевезли на 43% промисловості більше, ніж обсяг завезених туди машин чи підприємств.
За повідомленням ЦРУ, план югославської верхівки перенести заводи з Сербії до Словенії підтримали словенські та хорватські комуністи, як і сам Тіто, однак цей план наштовхнувся на спротив комуністів Сербії та Чорногорії.

## Авіабудування

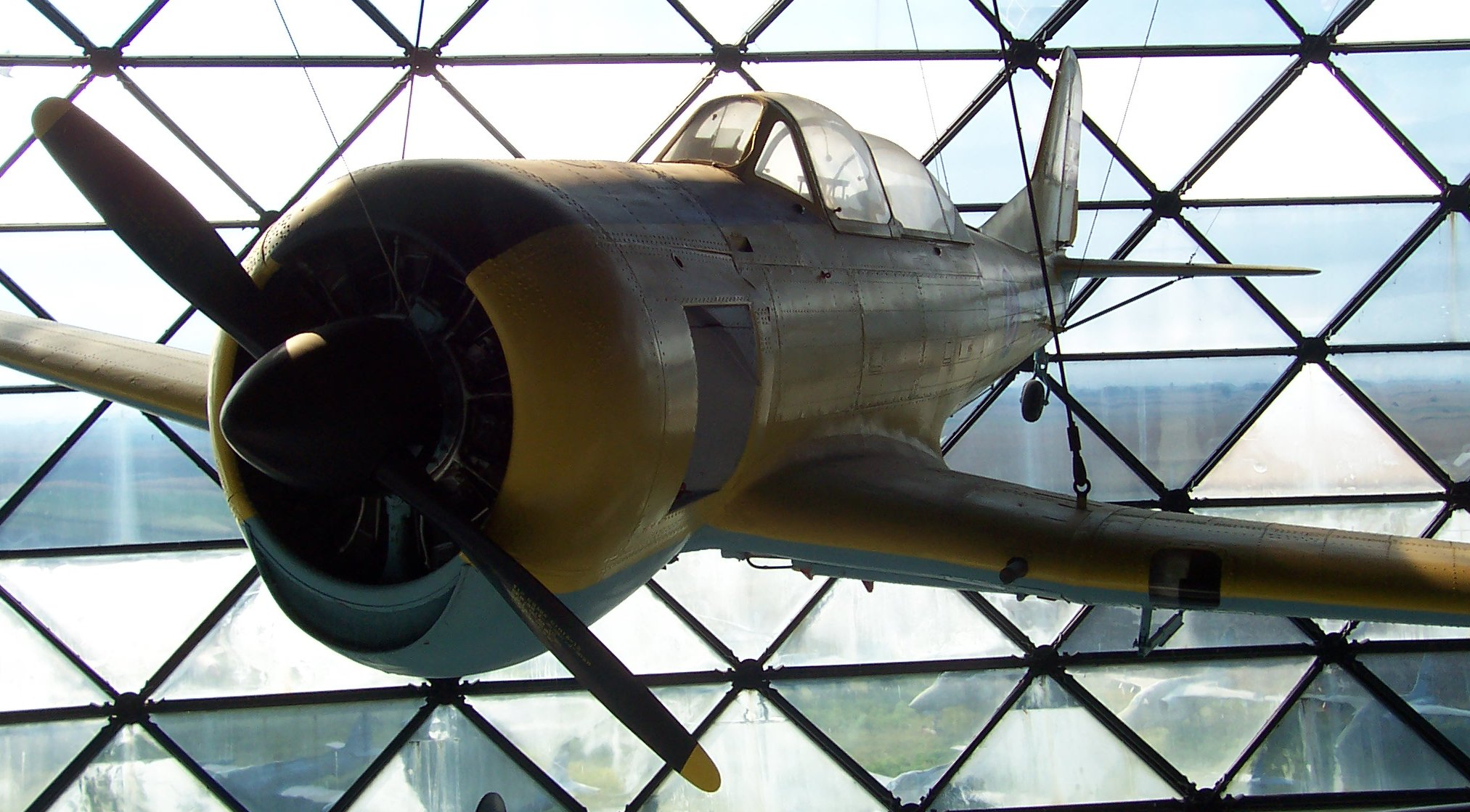
Збережений зразок моделі Soko 522 (що спочатку виготовлявся на підприємстві Ikarus), виставлений у белградському Музеї авіації

Перше сербське підприємство з виробництва літаків, автомобілів і машин «Ікарус» було переведено з Белграда в Мостар, де було створено нове підприємство під назвою «Соко». Комуністична влада перевезла з Белграда до Мостара весь комплект устаткування, а також найкращих фахівців, які вміли працювати на цих машинах. «Соко» вважався неофіційним наступником «Ікаруса». Деякі спеціалісти, що працювали на «Ікарусі», висловили протест проти переміщення та знищення заводу, який мав значні традиції.
«Прва петолетка» із сербського міста Трстеник, яка володіла виробничою лінією винищувачів, одержаною від німецької армії у вигляді воєнних репарацій наприкінці 40-х, теж передала все виробництво з Трстеника у Мостар, де устаткування продовжило працювати як частина заводу «Соко».

## Інші галузі

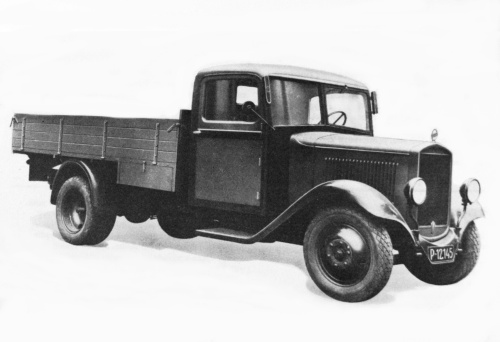
Вантажівка Praga RN, виробництво якої було перенесено з Сербії до Словенії

Більшість потужностей заводу «Югоалат» із Нового Сада, що спеціалізувався на виробництві інструментів, було переведено в Требинє, а ливарний завод «Партизан» із Суботиці було перевезено в Сараєво в трьох сотнях залізничних вагонів. Після Другої світової війни комуністична влада перейменувала Завод ім. Олександра Ранковича (серб. Завод Александар Ранковић) із Белграда на Industrija Motora Rakovica (IMR). Після 1938 року завод виробляв вантажівки Praga RN за ліцензією, викупленою ним у празької фірми Praga. За наказом Міністерства важкої промисловості Югославії після Другої світової війни белградський виробник вантажівок IMR мусив передати повну технічну документацію, засоби виробництва та набуті знання й навички словенській фірмі з Марибора Tovarna avtomobilov Maribor.

## Наслідки
У цей дуже важливий період закладання підвалин майбутнього промислового розвитку югославських республік сербська частка у промисловому виробництві Югославії зменшилася на 13,8 %. Переміщення виробництв із Сербії у північно-західні частини Югославії було однією з головних причин, чому Сербія стала промислово менш розвиненою порівняно зі Словенією та Хорватією. Так, 1947 року економіка Словенії була на 67% сильнішою за сербську, а в 1987 році ця частка підскочила до 254%.

## Подальші події
24 липня 1991 року Народні збори Сербії ухвалили пропозицію припинити звеличення комуністичних вождів, відповідальних за переміщення сербських виробничих потужностей в інші частини Югославії та інші політичні заходи, які завдали шкоди сербській економіці та народу Сербії. На початку 1990-х ця стратегія переміщення знайшла відображення і в підручниках географії для восьмого класу школи. За словами Дубравки Стоянович, можливий мотив полягав у тому, щоб надати аргументи, що Сербію і сербів у Югославії визискували та гнобили, з прицілом на те, щоб створити психологічну основу для тодішньої війни. Цей аргумент вдало використовували Сербська академія наук і мистецтв та медіа у своїх кампаніях, спрямованих на доведення важкого становища Сербії та сербів у Югославії та створення образу їхньої вразливості і упослідженості. 2010 року Борис Дежулович опублікував матеріал про перенесення заводів із Сербії, наголошуючи, що основним пунктом призначення сербських заводів були не Словенія і Хорватія, а Боснія і Герцеговина. У своєму матеріалі під заголовком «Сербська промисловість повертається додому» він глузливо зауважив, що багато сербських робітників, чиї заводи після Другої світової війни перенесли в західні югославські республіки, сьогодні стали дешевою робочою силою для деяких сучасних хорватських і словенських підприємців, які у 2010-х перенесли свої виробничі потужності в Сербію.
2013 року сербський верховний представник у Комісії з питань правонаступництва колишньої Югославії Олівер Антич заявив, що у договорах про правонаступництво слід врахувати промислові об'єкти, переміщені із Сербії.

## Аналіз
Згідно з деякими джерелами, дійсною причиною переміщення сербської промисловості з Сербії був не страх, що вона потрапить до радянських рук, а намір комуністів покарати «великосербський націоналізм» шляхом заподіяння йому значної економічної шкоди. На користь цього наводилися такі аргументи:
- Після того, як небезпека радянського вторгнення минула, устаткування Сербії не повернули і жодної компенсації не надали
- Переміщення промисловості з Сербії тривало навіть після того, як небезпека минула
- Не було подібних перенесень зі Словенії чи Хорватії під час кризи, пов'язаної з Вільною територією Трієст, чи після кризи, викликаної збиттям американських літаків у Словенії в 1946 році.
- У період переміщення промисловості з Сербії також діяла заборона на промислові інвестиції, чинна лише на території Воєводини
- Перенесення виробництва на недостатньо підготовлені місця призвело до труднощів у підтриманні якості, а також самого виробництва
- Перший п'ятирічний план економічного розвитку Югославії передбачав уповільнення розвитку та зменшення інвестицій для сербської промисловості